# Адам Лапшанський
Адам Лапшанський (словац. Adam Lapšanský; 10 квітня 1990, м. Спішска Нова Вес, ЧССР) — словацький хокеїст, правий нападник. Виступає за ХК «Попрад» у Словацькій Екстралізі.
Вихованець хокейної школи ХК «Спішска Нова Вес». Виступав за ХК «Попрад», МХК «Кежмарок», «Дукла» (Михайлівці), «Братислава Кепіталс».
У складі національної збірної Словаччини провів 2 матчі (1 гол). У складі молодіжної збірної Словаччини учасник чемпіонату світу 2010. У складі юніорської збірної Словаччини учасник чемпіонатів світу 2007 і 2008.
Досягнення
- Срібний призер чемпіонату Словаччини (2011).